# Козярня
Козярня (пол. Koziarnia) — село в Польщі, у гміні Крешів Ніжанського повіту Підкарпатського воєводства.
Населення — 636 осіб (2011).

## Історія
Після анексії поляками Галичини лівобережне Надсяння півтисячоліття піддавалось інтенсивній латинізації та полонізації.
У 1831 р. в селі було 20 греко-католиків, належали до парафії Лежайськ Каньчузького деканату Перемишльської єпархії На той час унаслідок насильної асиміляції українці західного Надсяння опинилися в меншості. В 1843 р. налічувався 41 греко-католик. Востаннє українці-грекокатолики (двоє парафіян) у селі фіксуються в шематизмі 1875 р., у наступному шематизмі (1879 р.) село відсутнє в переліку парафії.
Відповідно до «Географічного словника Королівства Польського» в 1883 р. село знаходилось у Нисківському повіті Королівства Галичини та Володимирії Австро-Угорщини, у селі було 336 мешканців (римо-католиків), з них на землях фільварку графа Томаша Замойського — 43 мешканці.
У міжвоєнний період Козярня входила до Нисківського повіту Львівського воєводства Польщі, гміна Рудник-над-Сяном.
У 1975—1998 роках село належало до Тарнобжезького воєводства.

## Демографія
Демографічна структура станом на 31 березня 2011 року:
|          | Загалом | Допрацездатний вік | Працездатний вік | Постпрацездатний вік |
| -------- | ------- | ------------------ | ---------------- | -------------------- |
| Чоловіки | 315     | 75                 | 212              | 28                   |
| Жінки    | 321     | 72                 | 177              | 72                   |
| Разом    | 636     | 147                | 389              | 100                  |